# トンマーゾ3世 (サルッツォ侯)
トンマーゾ3世（イタリア語：Tommaso III, 1356年 - 1416年）は、サルッツォ侯（在位：1396年 - 1416年）。サルッツォ侯フェデリーコ2世とベアトリス・ド・ジュネーヴ（1335年 - 1392年）の息子。

## 生涯

### 外交
トンマーゾ3世はピエモンテ全土の統一を望むサヴォイア公アメデーオ8世からの脅威に対抗するため、親フランス政策を継続しようとした。そして賢明にもフランスの思惑に服従し、敬意を表することとした。
フランスに対する臣従関係は侯領の独立性を損なうものではなく、トンマーゾ3世が幼いころから親しんでいたフランスの文化を広めるという利点があった。トンマーゾ3世はしばしばアルプスを越えて近くの地に旅行した（特に1375年、1389年、1401年、1403年および1405年に）。父の治世下で、フランスへの服従を認めた文書に署名したのはトンマーゾ3世であった。
1394年、トンマーゾはモナステローロの地に侵入したときにサヴォイア軍に捕らえられ、最初サヴィリアーノで、後にトリノで監禁された。20,000フローリン金貨の身代金を支払い、1396年にようやく解放された。
父フェデリーコ2世は同年に死去し、トンマーゾ3世が跡を継いだ。1403年、トンマーゾはルシー伯およびブレーヌ伯ユーグ2世・ド・ピエルポンの娘マルグリットと結婚した。
1413年、サヴォイア公アメデーオ8世はフランス王家の内紛を利用して、武力でサルッツォを脅かした。アメデーオ8世はサルッツォを包囲し、トンマーゾ3世にサヴォイア公の臣下であることを認めさせた。

### 『Le Chevalier Errant』

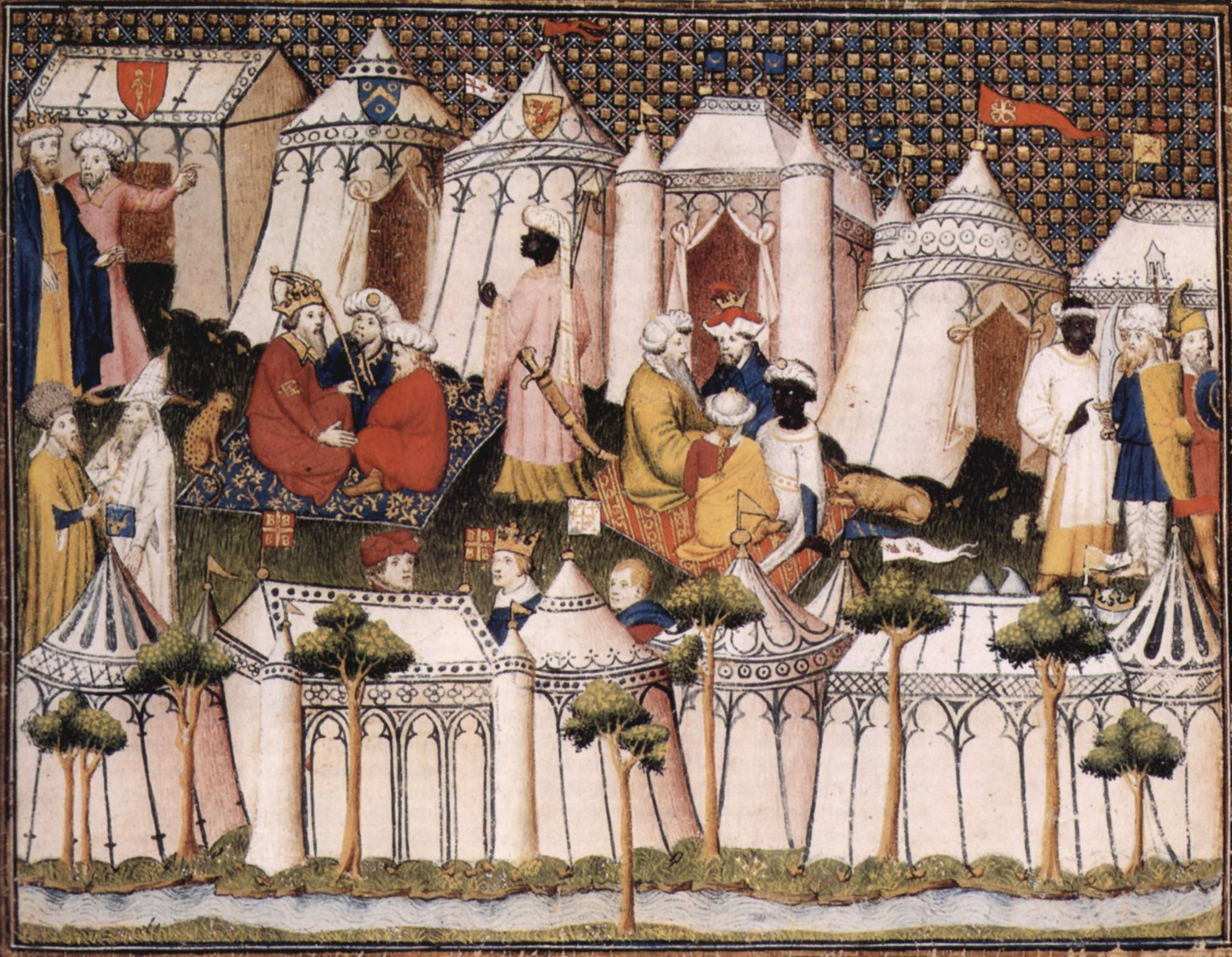
『Maestro der Cité des Dames』（『Le Chevalier Errant』より、パリ国立図書館蔵）

トンマーゾ3世は最も有名な騎士道物語の1つである『Le Chevalier Errant』の著者である。これはトンマーゾがトリノで監禁されていた1394年1396年の間に書かれたとみられる。
トンマーゾ3世はこの作品で、愛、幸運、知識の世界へと導いた無名の騎士の旅により、人生の寓意を表現しようとした。フランス語（ピエモンテでオック語に取って代わって久しかった）で書かれたこの詩は、当時のピエモンテ文化に顕著な影響を与えたが、この本はおそらく教養ある民衆あるいは宮廷人のみを対象としていた（これは『Le Chevalier Errant』の写本が2冊しか現存していないことから裏付けられる）。この作品は、特に15世紀に描かれたマンタ城のフレスコ画に大きな影響を与えた。

### 継承
晩年、トンマーゾ3世は幼い息子ルドヴィーコ1世を後継者にしようと考えた。しかし、ルドヴィーコはまだ幼く、自ら統治することができなかった。そのため、トンマーゾ3世は遺言において、自身の庶子ヴァレラーノをルドヴィーコが成年に達するまで摂政とすることを決めた。ヴァレラーノによる摂政政治は、侯妃マルグリットが1419年に死去した時にも遺言で追認された。

## 結婚と子女
1403年、ルシー伯ユーグ2世・ド・ピエルポン（1395年没）とブランシュ・ド・クシー（1437年没）の娘マルグリット（1419年）と結婚し、以下の子女をもうけた。
- ルドヴィーコ1世（1406年 - 1475年） - サルッツォ侯
- ジョヴァンナ（1458年没） - ギー4世・ド・ネール（1390年 - 1473年）と結婚
- リッチャルダ（1410年 - 1474年） - フェラーラ侯ニッコロ3世・デステと結婚
- ベアトリーチェ - 修道女
- イザベラ - ジョルジュ・デュ・レーニエと結婚

また、以下の庶子がいる。
オルメタ・デ・ソリオとの庶子
- ヴァレラーノ "Il Bordo"（1370年 - 1443年） - サルッツォ摂政、クレメンツァ・プロヴァーナと結婚。
- ランツァローテ
- ジョヴァンナ - サンタ・マリア・ディ・スタッファルダ修道院（英語版）の修道院長

母不明
- エレナ